# G-Unit
G-Unit (abreviación para Gorilla Unit) es un grupo de rap liderado por 50 Cent y sus compañeros Lloyd Banks y Tony Yayo. Es uno de los grupos más dominantes en el mundo del hip hop. Este trío pertenece a la discográfica de mismo nombre (G-Unit Records) en la cual también militan artistas como Kidd Kidd, Shawty Lo, Hot Rod, Mobb Deep, M.O.P, 40 Glocc, J.L.N, Spyder Loc, MCT y su más reciente incorporación femenina Precious Paris.

## Historia
50 Cent, Lloyd Banks, y Tony Yayo, del barrio de Queens (Nueva York), y más tarde Young Buck grabaron varios mixtapes por las calles de Nueva York. También aparecieron en muchas otras mixtapes, incluyendo varias de DJ Kay Slay y de DJ Clue y Paul Miller. Posteriormente, tuvieron su propio DJ oficial, DJ Whoo Kid.
50 Cent consiguió más tarde el éxito en solitario tras firmar con la discográfica de Dr. Dre, Aftermath Entertainment, y la de Eminem, Shady Records. El disco debut de 50 Cent, Get Rich or Die Tryin', se convirtió en un éxito mundial.
Siguiendo con el éxito, 50 Cent y su mánager Sha Money XL fundaron G-Unit Records, un sello distribuido por Interescope. Las ventas de su segundo disco, The Massacre, fueron bajo G-Unit/Shady/Aftermath/Interscope, mientras los otros miembros de G-Unit editaban sus trabajos en solitario bajo G-Unit/Interscope.
En 2003, el grupo editó su álbum debut Beg for Mercy. Se estrenó en la segunda posición de la lista de álbumes de Billboard, vendiendo sobre seis millones de copias a nivel mundial. El éxito condujo a que Reebok creara la línea de calzado G-Unit Sneakers.
El primer artista firmado por G-Unit Records fue Lloyd Banks, porque Tony Yayo estaba en prisión y no era parte del grupo todavía. Otros artistas que habían firmado por el sello fueron Kidd Kidd, Shawty Lo, Young Hot Rod, Mobb Deep, M.O.P, 40 Glocc, Spyder Loc, MCT y Precious Paris.
En 2003, el rapero The Game, de Compton, fue fichado por Aftermarth. Pero en 2004 anunció junto a Jimmy Iovine, presidente de Interscope, que también trabajaría en G-Unit junto a 50 Cent. Esto serviría de combustible en su etiqueta.
Finalmente, en 2005 salió el álbum debut de The Game, The Documentary, bajo G-Unit/Aftermath/Interscope. Se publicaron dos sencillos principales de éxito, «How We Do» y «Hate It or Love It», ambos junto a 50 Cent. Pero antes de que fuera editado el álbum, él y 50 Cent empezaron a manifestar su mutua enemistad. 
50 Cent comenzó a sospechar de la lealtad de The Game por haber dicho este que no quería participar en el enfrentamiento que G-Unit estaba teniendo con otros raperos, y con quienes le hubiera gustado poder incluso trabajar. En otra ocasión resultó herido de bala un miembro de la banda de The Game después de haberse confrontado ambos músicos en un estudio de radio de Nueva York. Días después llamaron a la prensa para poner fin a su mutuo enfrentamiento, pero los fanes tuvieron la sensación de que sólo lo hicieron para promover sus álbumes respectivos recién publicados. La paz, sin embargo, no duró mucho, pues G-Unit siguió confrontándose con The Game, y así terminó siendo expulsado de la discográfica.
El artista Young Buck dejó el grupo en 2008 por problemas con 50 Cent. Varios artistas contrarios a 50 Cent comenzaron una campaña llamando a G-Unit con el apelativo de G-Unot (G (Gangster) You Not), pues consideraban a la banda una farsa. A The Game (enfrentado a 50 Cent después de haberse unido a la discográfica de G-Unit), Ja Rule, Fat Joe, Scarface, Jadakiss, Terror Squad, D-Block y otros menos conocidos se le unió también algunos raperos del barrio de 50 Cent, que lo acusaban de olvidarlos cuando este se hizo famoso.
El 20 de febrero de 2014, 50 Cent abandonó Interscope Records, Shady Records y Aftermath Entertainment después de una unión de doce años. Finalmente, él y su sello G-Unit Records firmaron un acuerdo de distribución con Caroline Records y un contrato de grabación con Capitol Records para ponerle fecha a su quinto álbum de estudio Animal Ambition. Su lanzamiento estaba previsto para el 3 de junio de 2014.

## Discografía

### Álbumes
- 2003: Beg for Mercy
- 2008: T·O·S (Terminate on Sight)
- 2014: The Beauty of Independence
- 2015: The Beast Is G-Unit

### Mixtapesoficiales
- 2002: 50 Is the Future
- 2002: No Mercy, No Fear
- 2002: God's Plan
- 2008: Return of the Body Snatchers (ThisIs50 Volume 1)
- 2008: Elephant in the Sand (ThisIs50 Volume 2)
- 2008: Sincerely Yours, SouthSide (ThisIs50 Volume 3)

## Videografía
- 2003: «Stunt 101», del álbum Beg for Mercy. Dir.: Bryan Barber
- 2003: «Poppin' Them Thangs», del álbum Beg for Mercy. Dir.: Mr. X
- 2003: «My Buddy», del álbum Beg for Mercy. Dir.: Chris Broadway Romero
- 2004: «Wanna Get to Know You» (feat. Joe), del álbum Beg for Mercy. Dir.: Jessy Terrero
- 2004: «Smile», del álbum Beg for Mercy. Dir.: Jessy Terrero y Antoinette Parkinson
- 2008: «I Like the Way She Do It», del álbum T·O·S (Terminate on Sight). Dir.: Jessy Terrero
- 2008: «Rider (Pt. 2)», del álbum T·O·S (Terminate on Sight). Dir.: Jessy Terrero
- 2014: «Nah I'm Talkin Bout». Dir.: Eif Rivera
- 2014: «Come Up». Dir.: Eif Rivera
- 2014: «Ahhh Shit». Dir.: Timo Albert
- 2014: «Watch Me», del EP The Beauty of Independence. Dir.: Eif Rivera
- 2014: «Changes», del EP The Beauty of Independence. Dir.: 50 Cent
- 2015: «I'm Grown», del EP The Beast Is G Unit. Dir.: Eif Rivera